# فرادي

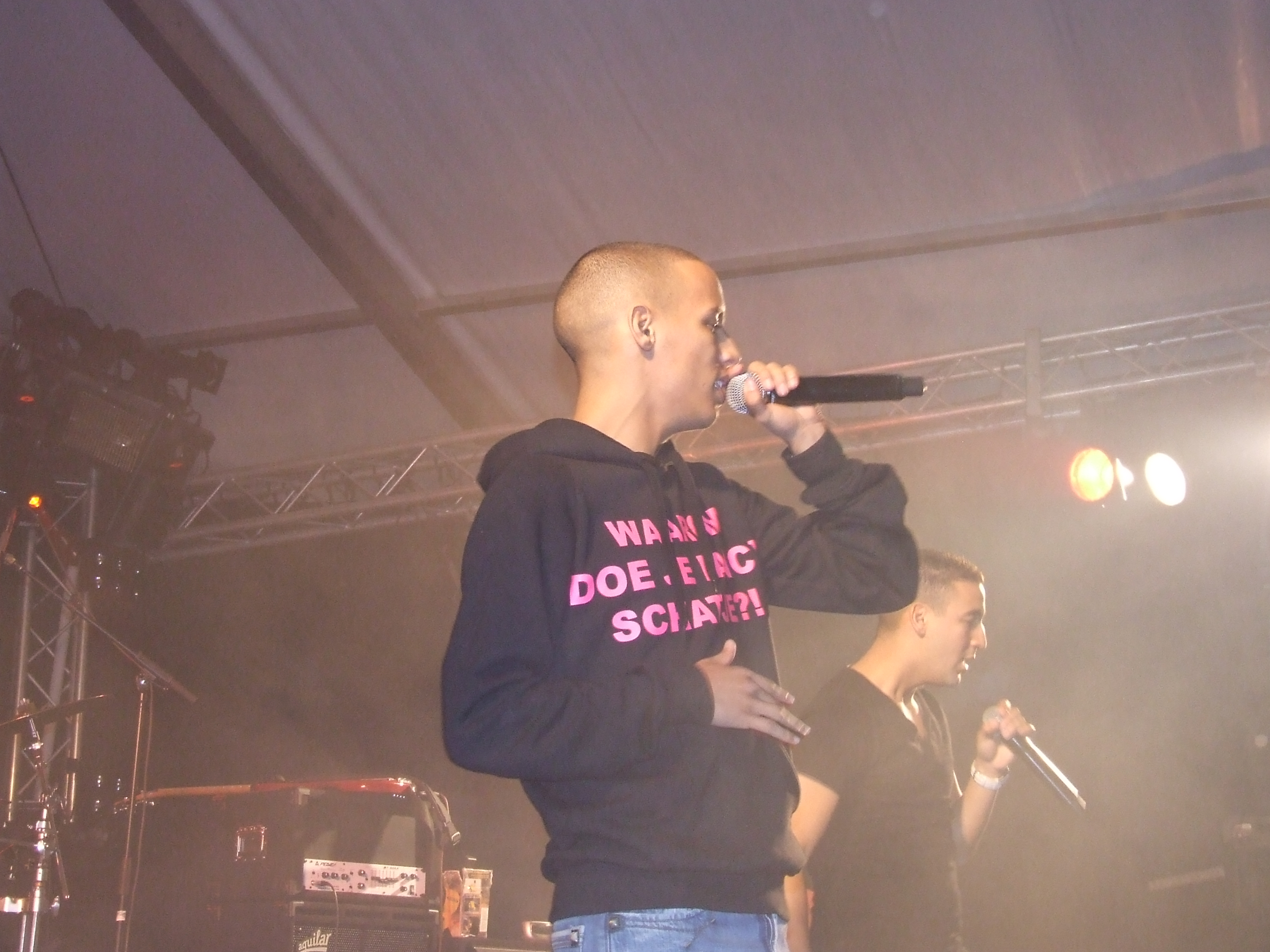
الأخوان فرادي

فرادي (بالأحرف اللاتينية Fouradi) هو ثنائي هيب هوب هولندي ومنتج موسيقي مكوّن من الشقيقين محمد وبراهيم فرادي وهما من أصل مغربي مولودين في أمستردام. محمد فرادي هو منتج ومغني مولود في 5 يناير/كانون الثاني 1982 وبراهيم فرادي هو منتج ورابر مولود في 19 نوفمبر/تشرين الثاني 1985 وأصدرا ألبوما واحدا عام 2009 بعنوان "De Favoriete Schoonzoons" ولقي السينغل الأول للثنائي Ding 1 إلى المرتبة 11 في قائمة الأغاني الهولندية. أما أغنيتهما Koningslied فقذ وصلت إلى المرتبة الأولى عام 2013. الشقيقين يستضيفان أيضا برنامجا للأطفال الهولندي.

## الألبومات
- 2009: De Favoriete Schoonzoons

## السينغلز
- 2006: 1 Ding
- 2007: Flipmuziek
- 2008: Bij Je Zijn مع Yes-R
- 2008: Eén Nacht Met Jou
- 2009: Gemengde Gevoelens مع Kim-Lian
- 2010: Ping
- 2011: Stiekem مع Lange Frans
- 2013: Koningslied

## وصلات خارجية
- فرادي على موقع ميوزك برينز (الإنجليزية)
- فرادي على موقع ديسكوغز (الإنجليزية)

Official website الموقع الرسمي